# Jakob Monau
Jakob Monau (lateinisch Jacobus Monavius oder Iacobus Monaw; * 4. Februar 1546 in Breslau, Fürstentum Breslau; † 6. Oktober 1603 ebenda) war Universalgelehrter (Jurist, Philologe und Dichter) und Führer der Reformierten nach dem Tod von Johann Crato von Krafftheim.

## Leben
Monau entstammte dem alten ritterbürtigen Geschlecht Monau. Er war Schüler am Breslauer Maria-Magdalena-Gymnasium. Dank Mäzenen, die ihn finanziell unterstützten, studierte er ab Sommer 1562 an der Universität Leipzig. 1567 ging er nach Frankfurt (Oder), besuchte im März 1568 die Universität Wittenberg, im April 1568 die Universität Heidelberg, im Juni 1569 die Universität Tübingen. Er war Anhänger Philipp Melanchthons. Im Mai 1573 wurde er an der Universität Rostock immatrikuliert, im Wintersemester 1573 war er an der Universität Jena und scheint sich dann wieder in Padua immatrikuliert zu haben. 1574 war er in Genf und 1575 wieder in Heidelberg, ab 1578 in Marburg.
In Breslau war er aufgrund seiner calvinistischen Konfession trotz seiner großen Gelehrsamkeit nicht gern gesehen. 1590 war er Rat bei Herzog Friedrich IV. von Liegnitz und Brieg, wobei er weiterhin in Breslau sein Domizil hatte. Er war ein Freund von Johann Crato von Krafftheim und Mitglied in Breslauer Gelehrtenzirkeln. Durch seine zweite Heirat war er mit den Familien Vogt, Pucher, Holzbecher und Heugel verwandt. Er bekam drei Söhne, darunter Friedrich Monau (1592–1659), mit dem die Familie erlosch.
Zusammen mit seinem Freund Wacker von Wackenfels überzeugte er Abraham Ortelius, eine Karte von Utopia zu erstellen. Ortelius widmete ihm seine Karte vom alten Deutschland.